# Associação de Amigos do Autista
A Associação de Amigos do Autista (AMA) é uma organização não-governamental (ONG), fundada em São Paulo em agosto de 1983. É notória por ter sido a primeira associação de autismo fundada no Brasil e na América Latina.
A AMA foi formada por clientes do médico Raymond Rosenberg, que tinham em comum a angústia de não ter informações aprofundadas sobre o diagnóstico e tratamento de seus filhos, em geral crianças autistas. As primeiras reuniões se deram no consultório de Rosenberg e, pouco tempo depois, a organização mantinha uma escola cujo funcionamento se dava no quintal de uma Igreja Batista.
Ao longo dos anos, a organização se manteve por meio de doações e campanhas públicas com o apoio de figuras famosas, como o ator Antônio Fagundes. A AMA ganhou o Prêmio Direitos Humanos da Unesco em 1998. Em 2013, com apoio do Governo Federal, a organização lançou o livro Retratos do Autismo no Brasil.